# Ceratina atopura
Ceratina atopura är en biart som beskrevs av Cockerell 1937. Ceratina atopura ingår i släktet märgbin, och familjen långtungebin. Inga underarter finns listade i Catalogue of Life.